# Discografia Mariei Cornescu
Maria Cornescu a înregistrat albume din 1966 până în 2000 la firma Electrecord și la Radio România, discuri solo, dar și alături de Nelu Bălășoiu sau Marilena Cornescu.

## Albume Electrecord
| An   | Nr. Catalog                                          | Piese | Acompaniament                                                            |
| ---- | ---------------------------------------------------- | --- | ------------------------------------------------------------------------ |
| 1965 | EPF 65                                               | Hăuliță gorjenească | Orchestra de muzică populară a Radioteleviziunii dirijor Victor Predescu |
| 1966 | EPC 718 Trimete-mi neică, trimete                    | 1. Trimete-mi neică, trimete 2. Vine lelea pe colnic 3. Fă-mă, Doamne, ce m-ai face 4. Hăuliță gorjenească | Orchestra de muzică populară a Radioteleviziunii dirijor Victor Predescu |
| 1967 | EPD 1154 Măicuță, cînd m-ai făcut                    | 1. Măicuță, când m-ai făcut 2. Eu pe deal, neica pe vale 3. Neiculiță, dorul tău 4. Mă vorbii cu Gheorghe ieri 5. M-am certat și eu cu luna 6. Când era Ion băiețan 7. Murmură Gilortu-n mers 8. Când trece neica prin poartă | Orchestra Victor Predescu                                                |
| 1968 | EPC 932                                              | Nu știu, dealul s-a lungit Suie neică, suie dealul La dușmanii mei Neicuță, să nu mă minți Paremi-se că s-aude | Orchestra Nicolae Băluță                                                 |
| 1968 | EPE 0382 Muzică Populară Muntenească și Oltenească   | 2. Neicuță să nu mă minți 13. La dușmanii mei | Orchestra Nicolae Băluță                                                 |
| 1970 | EPD 1245 Aseară pe luminiță                          | Aseară pe luminiță Am mai pus un gând pe lume Nu-s pe cer atâtea stele Mă uitai spre curmătură Cine m-aude cântând Cucule, porumbule Mamă, din fetele tale Foaie verde, meri crețești | Orchestra Gheorghe Zamfir                                                |
| 1971 | 45-EPC 10.217 Maria Cornescu și Nelu Bălășoiu        | Un-te duci, măi puișor Ghicește, mândro și spune Colo-n vale, la cireș Măriuța mea din Gorj | Orchestra Victor Predescu                                                |
| 1972 | STM-EPE 0653                                         | Ți-am cântat, Ionel, un an Jiule, apa din tine Ce-o mai fi neicuț-al meu Cine a lăsat norocul Măi Ionel și Ionică Auzii aseară bine Da, n-auzi, măi Ioane muică? Spune-mi, neică, ce-ai de gând? Mândruța care-i mîndruță Avu maica șapte fete Când eram tânăr odată Spune, spune, pui dorit | Orchestra Victor Predescu                                                |
| 1975 | STM-EPE 01100 Gorjule, plai însorit                  | Gorjule, plai însorit Mărie, trecem Gilortul Ce-i în lume prețios Aoleu cum viscolește Lumea toată ar vrea să mor De trei ori primar fusei De-ar fi noaptea trei conace Strigă mândra la neica Măriuță un-te duci? Mîndra mea din deal de șură Răsari lună de cu seară M-am rugat de toată lumea | Orchestra Paraschiv Oprea                                                |
| 1975 | STM-EPE 01064 Cine m-aude cântând                    | 1. Aseară pe luminiță 2. Mă uitai spre curmătură 3. Nu-s pe cer atâtea stele 4. Am mai pus un gând pe lume 5. Cine m-aude cântând 6. Cucule, porumbule 7. Mamă, din fetele tale 8. Măicuță, când m-ai făcut 9. Eu pe deal, neica pe vale 10. Neiculiță, dorul tău 11. Mă vorbii cu Gheorghe ieri 12. M-am certat și eu cu luna 13. Când era Ion băietan 14. Când trece neica prin poartă                                                                                               | 1-7 Orchestra Gheorghe Zamfir 8-14 Orchestra Victor Predescu             |
| 1975 | STC 006 Cupluri îndrăgite                            | 4. Ghicește, mândro, ghicește 9. Măriuța mea din Gorj 12. Un-te duci măi puișor |                                                                          |
| 1976 | STM-EPE 01283 De sus, din vârful cu dor              | De sus, din vârful cu dor Neicuță, dragostea mea Bate vântul frunzele Îți aduci aminte Ioane De-oi îngenunchea și-oi plânge Neică, ce dragoste avem Frunzuliță viorea Vino neică să-ți dau gură Hai cu mine la Plenița Ce-mi spuneai Ionele odată Ce e viața pe pământ Afară mi-a-nverzit crângul | Orchestra Paraschiv Oprea                                                |
| 1976 | STC 0055 De sus, din vârful cu dor                   | Ce-mi spuneai Ionele odată Ce e viața pe pământ Afară mi-a-nverzit crângul Aseară pe luminiță Mă uitai spre curmătură Nu-s pe cer atâtea stele Am mai pus un gând pe lume Cine m-aude cântând Cucule, porumbule Mamă, din fetele tale M-am certat și eu cu luna De sus, din vârful cu dor Neicuță, dragostea mea Bate vântul frunzele Îți aduci aminte Ioane De-oi îngenunchea și-oi plânge Neică, ce dragoste avem Frunzuliță viorea Vino neică să-ți dau gură Hai cu mine la Plenița | Orchestra Paraschiv Oprea; Orchestra Gheorghe Zamfir                     |
| 1977 | STC 0030 Interpreți de muzică populară oltenească    | 5. Cine m-aude cântând |                                                                          |
| 1978 | STM-EPE 01476 Neic-al meu din Tîrgu Jiu              | Neic-al meu din Târgu Jiu Cine oare n-a aflat? Cât oi fi și-oi mai trăi Neică, joi fac șezătoare Te-am iubit neicuță dragă Mă dusei iar în pădure Doamne, cât mă simt de bine Bradului la munte-i place Mamă, urâtul mă cere Drag mi-era numele Ion Într-un loc de pe câmpie Într-o zi de sărbătoare | Orchestra Victor Predescu                                                |
| 1979 | STC 0074 Interpreți de muzică populară oltenească II | 1. Într-un loc de pe câmpie 2. De-oi îngenunchea și-oi plânge |                                                                          |
| 1981 | ST-EPE 01955 Măi neicuță ochii tăi!                  | Mai neicuță ochii tăi! Te-am iubit cu-atâta dor Din atâtea mândre multe Inima-mi spune că mor Ce-i e drag românului Mi-a adus ieri o fetiță Pentru ochi ca mura neagră Caut noaptea printre stele Dacă n-ar fi lumea rea Omului de lângă tine Spun unii, dar spun greșit A trecut un an de zile | Orchestra Florian Economu                                                |
| 1981 | STC 00183 Măi neicuță ochii tăi!                     | Mai neicuță ochii tăi! Te-am iubit cu-atâta dor Din atâtea mândre multe Inima-mi spune că mor Ce-i e drag românului Mi-a adus ieri o fetiță Pentru ochi ca mura neagră Caut noaptea printre stele Dacă n-ar fi lumea rea Omului de lângă tine Spun unii, dar spun greșit A trecut un an de zile | Orchestra Florian Economu                                                |
| 1982 | C.S. 0165 Genurile Muzicii Populare Românești 1      | B.5.b. Paparuda |                                                                          |
| 1983 | ST-EPE 02214 Să iubiți pomii-nfloriți                | Să iubiți pomii-nfloriți Hai neică să ne-ntânlim De-ar fi dorul cum e floarea Vino mândruliță... Tinerețe, cum te treci Sus, la hanul din Bănie Neicuț-al meu, nu te-nsura Trece timpul, trece foarte greu La hanul de la răscruce Omul spune munților | Orchestra Paraschiv Oprea                                                |
| 1983 | STC 00224 Să iubiți pomii-nfloriți                   | Să iubiți pomii-nfloriți Hai neică să ne-ntânlim Trece timpul... Bălănuș Vino mândruliță Neicuț-al meu nu te-nsura Omul spune munților La hanul de la răscure Sus, la hanul din Bănie Tinerețe, cum te treci De-ar fi dorul mititel De-ar fi dorul cum e floarea | Orchestra Paraschiv Oprea                                                |
| 1984 | ST-EPE 02567 Autografe Muzicale (1)                  | 14. Ce-i în lume prețios | Orchestra Paraschiv Oprea                                                |
| 1984 | ST-EPE 02568 Autografe Muzicale (2)                  | 15. Sus, la hanul din Bănie | Orchestra Paraschiv Oprea                                                |
| 1984 | STC 00299 Autografe Muzicale                         | 16. Sus, la hanul din Bănie | Orchestra Paraschiv Oprea                                                |
| 1985 | ST-EPE -2682 Autografe Muzicale (3)                  | 16. Neicuț-al meu nu te-nsura | Orchestra Paraschiv Oprea                                                |
| 1986 | STC 0035 Autografe Muzicale (5)                      | 17. Bălănuș | Orchestra Paraschiv Oprea                                                |
| 1986 | ST-EPE 03008 La hanul dintre salcâmi                 | M-a cuprins un dor de mamă Am un pui Neică dragă, pentru tine Într-o casă lângă drum Mergând aseară pe drum Ochii neichi-s negrișori Neicuță, cum n-am știut Bătui târgurile toate La hanul dintre salcâmi | Orchestra Paraschiv Oprea                                                |
| 1986 | STC 00398 La hanul dintre salcâmi                    | M-a cuprins un dor de mamă Am un pui Lele, leliță Mărie Neică dragă, pentru tine Într-o casă lângă drum La stejarul din pădure Mergând aseară pe drum Ochii neichi-s negrișori Neicuță, cum n-am știut Bătui târgurile toate La hanul dintre salcâmi Dar și fetele sunt bune | Orchestra Paraschiv Oprea                                                |
| 1987 | STC 00408 Ilustrate muzicale din Oltenia             | 4. Neicuță să nu mă minți 13. Hăuliță gorjenească |                                                                          |
| 1988 | ST-EPE 03453 Am un puișor oltean                     | Am un puișor oltean Să Iubiți copiii La hanul de la Sinești Câte păsări sunt pe lume Am iubit un pui aseară Voi, voi, voi, mândrele mele Nuntă mare pe uliță La marginea drumului Ce n-aș da acuma Că și fetele sunt bune | Orchestra Paraschiv Oprea                                                |
| 1996 | STC 001158 Melodii îndrăgite                         | Hai, neică, să ne-ntâlnim De-ar fi omul cum e floarea Tinerețe, cum te treci Că și fetele sunt bune Nuntă mare pe uliță M-a cuprins dorul de mamă Ce-i e drag românului Dacă n-ar fi lumea rea Mi-a adus ieri o fetiță Omului de lângă tine Măi neicuță, ochii tăi Spun unii dar spun greșit Neică, ce dragoste avem Bate vântul frunzele Hai cu mine la Plenița! |                                                                          |
| 2000 | STC 001347 Ai să pleci cu alta-n lume                | Marine, frumos mai ești Dădui veste c-am murit Spovedește-te, Ionele! Nu ți-au plăcut ochii mei Măi Ilie, tu ești beat Ai să pleci cu alta-n lume Neic-al meu cu ochii verzi Să iubiță copii Se mărită Ioana noastră Cum să fac să te-ntâlnesc |                                                                          |
| 2007 | EDC 353 Pe noroc nu dau un ban                       | Ai să pleci cu alta-n lume Neic-al meu cu ochii verzi Mergând aseară pe drum Olteanu' când sa-nsurat Să iubiță copii Se mărită Ioana noastră Cum să fac să te-ntâlnesc Marine, frumos mai ești Pe noroc nu dau un ban Spovedește-te, Ionele! Dădui veste c-am murit Măi Ilie, tu ești beat Nu ți-au plăcut ochii mei Ne-am iubit, neică, pe-ascuns |                                                                          |

## Filmografie
În acest capitol nu sunt prezentate toate filmările realizate.
| Data      | Piese                                                                                    | Acompaniament                                                 | Note                                                             |
| --------- | ---------------------------------------------------------------------------------------- | ------------------------------------------------------------- | ---------------------------------------------------------------- |
| Dec. 1966 | Hăuliță gorjenească                                                                      | Orchestra Ionel Budișteanu                                    | Revelion Live                                                    |
| 1970      | Cine m-aude cântând Măicuță când m-ai făcut Mamă din fetele tele Neiculiță dorul tău     | Playback                                                      |                                                                  |
| 1971      | Ce-o mai fi neicuț-al meu (1)                                                            | Playback                                                      |                                                                  |
| 1972      | Da n-auzi, măi, Ioane, muică                                                             | Playback                                                      |                                                                  |
| 1972      | De-atâta oftat și dor                                                                    | Orchestra Ansamblului Rapsodia Română dirijor Paraschiv Oprea | Live                                                             |
| 1975      | Gorjule plai însorit                                                                     | Playback                                                      |                                                                  |
| 1976      | Ce e viața pe pământ Cine oare n-a aflat Neicuță dragostea mea Te-am iubit neicuță dragă | Playback                                                      |                                                                  |
| 1977      | Îți aduci aminte Ioane Vino neică să-ți dau gură                                         | Playback                                                      | Color Pentru soții Ceaușescu                                     |
| 1978      | Doamne, cât mă simt de bine                                                              | Playback                                                      | Filmare realizată la Muzeul Național al Satului „Dimitrie Gusti” |
| 1979      | De sus din Vârful cu dor                                                                 | Playback                                                      | Revelion                                                         |
| 1980      | Pentru ochi ca mura neagră                                                               | Orchestra Ansamblului Rapsodia Română dirijor Paraschiv Oprea | Live                                                             |
| 1981      | Ce-i e drag românului                                                                    | Playback                                                      | Revelion                                                         |
| 1983      | Neicuț-al meu nu te-nsura                                                                | Playback                                                      | Filmare Color                                                    |
| 1995      | Ce mai ochi are neica Ochii neichii-s negrișori                                          | Playback                                                      | Filmare Color Redactor Gheorghe Palcu                            |
| indisp.   | Ce-o mai fi neicuț-al meu (2)                                                            |                                                               |                                                                  |
| indisp.   | Ce-o mai fi neicuț-al meu (3)                                                            |                                                               |                                                                  |
| indisp.   | Gorjule plai însorit                                                                     |                                                               |                                                                  |

## Biografie
Discogs, Maria Cornescu